# Cultura de Ribeirão Preto

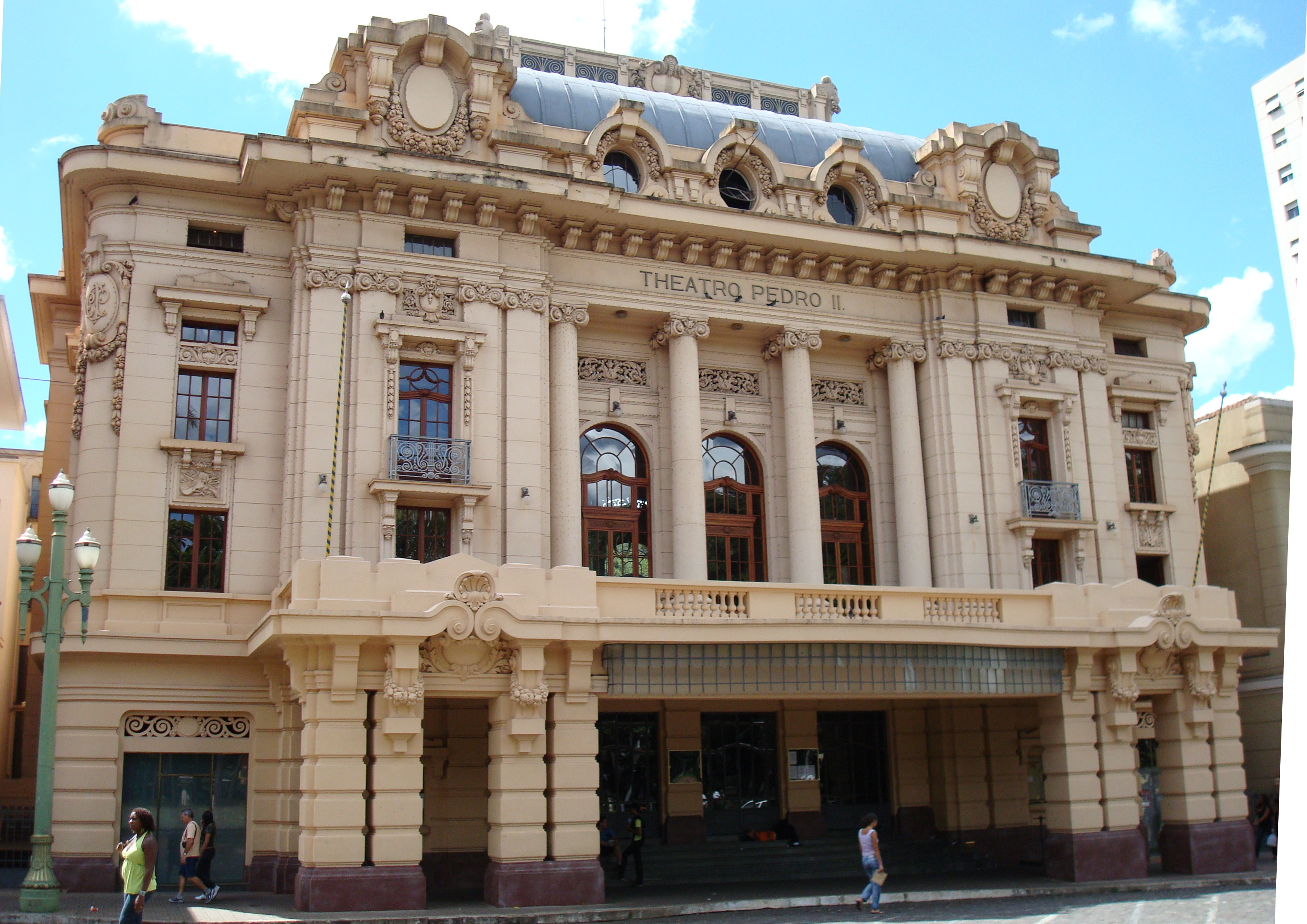
Teatro Pedro II.

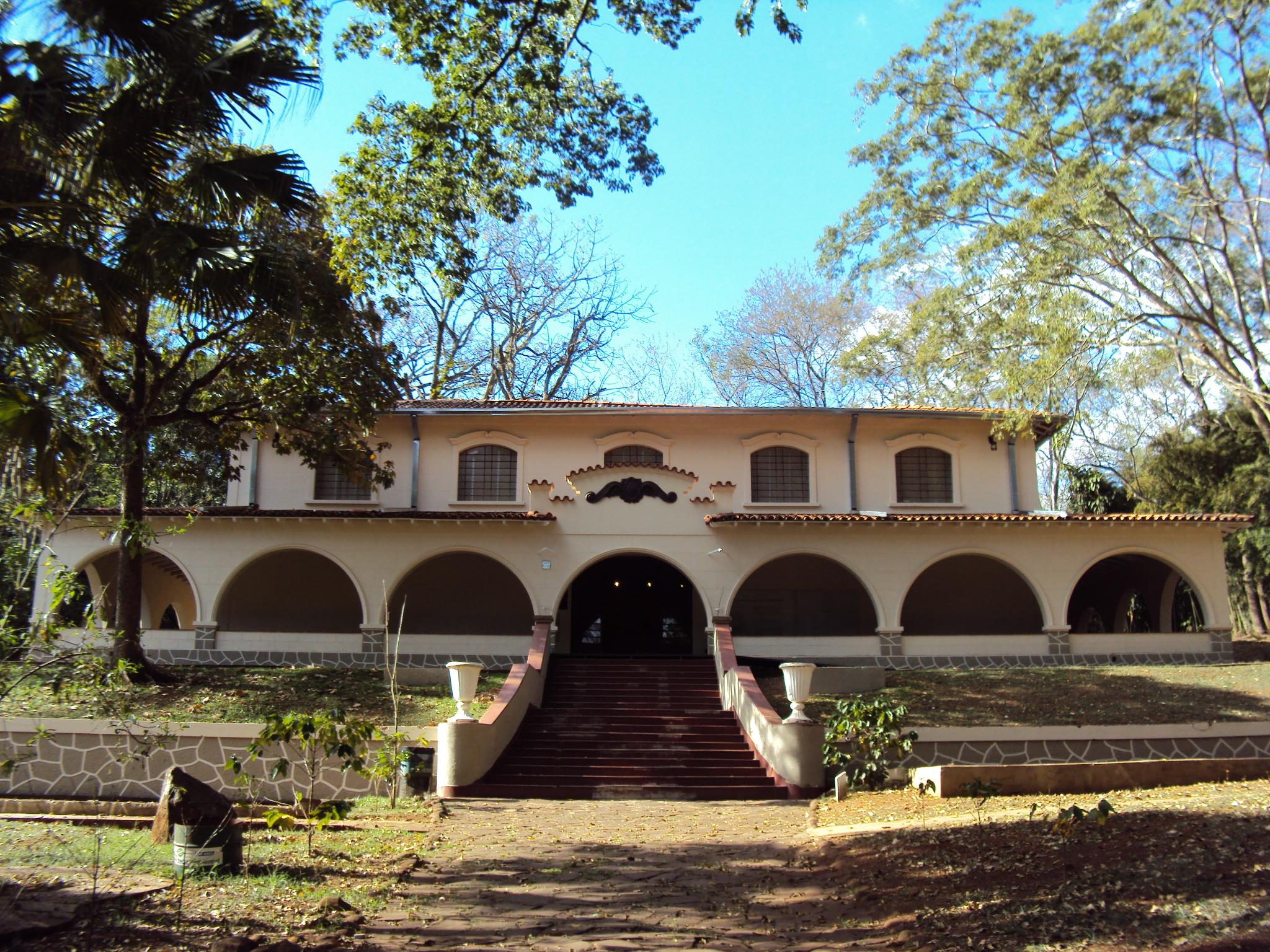
Museu do Café, anexo a USP Ribeirão.

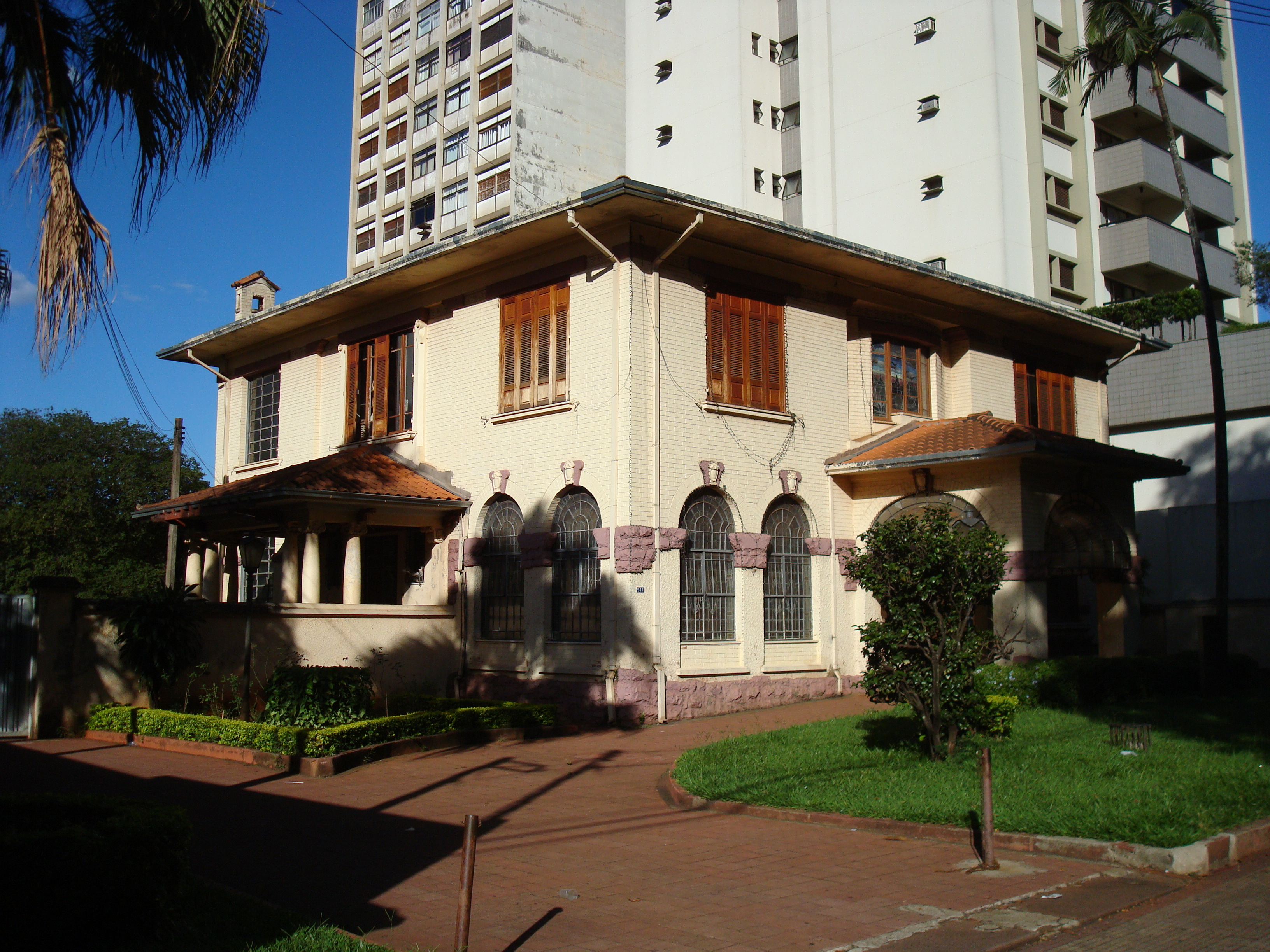
Biblioteca Altino Arantes.

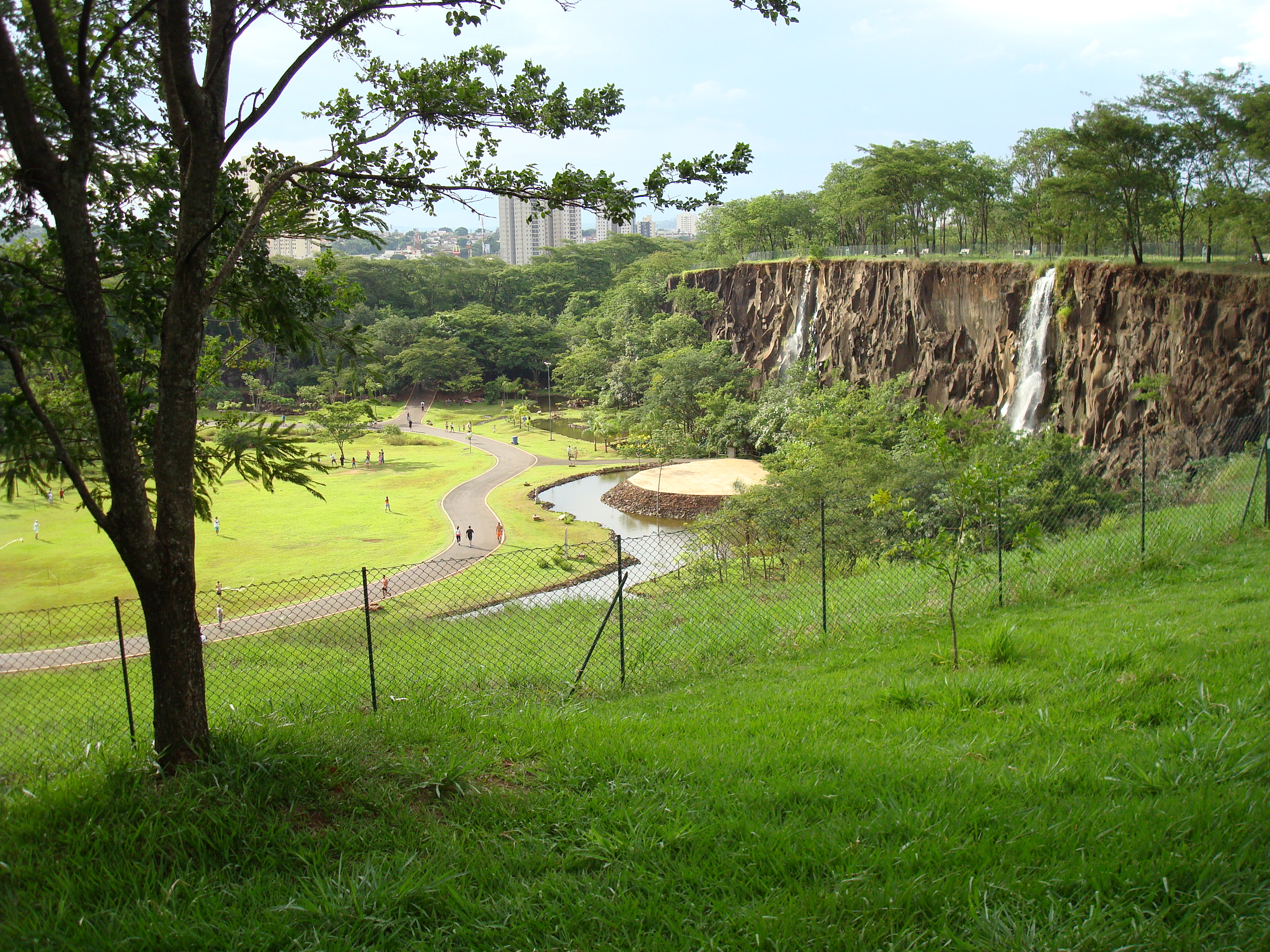
Parque "Curupira".

Cultura de  Ribeirão Preto, município brasileiro localizado no interior do estado de São Paulo.
Ribeirão Preto é um município que tem uma vida noturna muito ativa em função de bares, restaurantes, boates, teatros, cinemas e similares. No passado, devido à sua agitada vida noturna e bela arquitetura, foi denominada "petite Paris" (pequena Paris). O grande poder aquisitivo dos coronéis do café fez com que a cidade se desenvolvesse a ponto de ser comparada a grandes metrópoles da época, principalmente Paris, cidade que serviu como modelo de modernidade, suntuosidade e beleza. Imitando sua arquitetura e hábitos sociais, surgiram vários teatros e sociedades que promoviam os eventos e entretenimentos sociais, como exemplo: Teatro Eldorado, Teatro High-Life, Bijou Theatre, Paris Theatre, SociedaTrabalhadores, Salão Auxiliadora e Sociedade de Socorros Mútuos.
Em meados de 1894, vindo de Buenos Aires, desceu do trem da Mogyana o francês François Cassoulet. Refinado conhecedor das mais célebres casas noturnas de Paris, fundou em Ribeirão Preto o primeiro café-cantante do país – o Eldorado. Já no início do século XX Cassoulet era dono de várias casas noturnas. A mais famosa foi o Cassino Antarctica, patrocinado pela cervejaria do mesmo nome.
A entidade CBC - Capital Brasileira da Cultura, em conjunto com o Ministério do Turismo e da Cultura, escolhe todos os anos uma cidade brasileira, para receber o título de Capital Brasileira da Cultura, sendo Ribeirão Preto escolhida como a representante em 2010, sendo a primeira cidade do estado de São Paulo a receber esta marca expressiva. A associação de carros antigos Clube Faixa Branca, construírá na zona sul o Museu do Carro Antigo, através de campanhas com intuito de angariar fundos para a construção do novo espaço, orçado em R$ 2,5 milhões. A proposta é recorrer à iniciativa privada, além de buscar programas de incentivo cultural, como a Lei Rouanet. A antiga Fábrica das Indústrias Reunidas Matarazzo, a Cianê, instalada no bairro Campos Elíseos, teve seu tombamento aprovado, agora a Prefeitura Municipal irá buscar recursos para instalar o Arquivo Público; a Biblioteca Municipal “Guilherme de Almeida” (que atualmente comporta 12 mil livros e passará a comportar 100 mil livros); a Fundação Instituto do Livro, e a Casa da Memória Café com Açúcar. Em outro prédio está previsto a transferência do MIS - Museu da Imagem e do Som. Um dos prédios está destinado para a instalação da Fortec. Além de espaço para a Casa da Cultura, a Casa do Turismo, sede da Associação de Bairro e o Memorial da Fábrica.
A Feira Nacional do Livro de Ribeirão Preto é a segunda maior feira do livro a céu aberto do Brasil, reunindo por ano em média 500 mil pessoas de várias partes do Brasil e mundo.[carece de fontes?] A feira é realizada pela Fundação Feira do Livro, juntamente com a prefeitura municipal e conta com o apoio do setor público e privado nacional.
Foi inaugurado em outubro de 2011 na cidade o Instituto Figueiredo Ferraz, com um acervo de quase mil obras, entre quadros, esculturas e instalações. A primeira exposição dispõe de 155 instalações distribuídas por 2,5 mil metros quadrados. Há trabalhos de Sérgio Romagnolo, e seu piano encoberto por plástico vinílico, Waltércio Caldas, Marcelo Moscheta e Nuno Ramos,.
O Hotel Palace reabriu suas portas em Ribeirão Preto como um Centro Cultural que pretendeu atender às mais diversas manifestações artísticas. Agregado a outras referências arquitetônicas da cidade, como o Theatro Pedro II, a construção compôs, décadas atrás, o Quarteirão Paulista, quando o município tinha como principal atividade econômica a cultura cafeeira. Em 1982, o recinto foi tombado pelo Conselho de Defesa do Patrimônio Histórico, Arqueológico, Artístico e Turístico (CONDEPHAAT) ,.

## Turismo

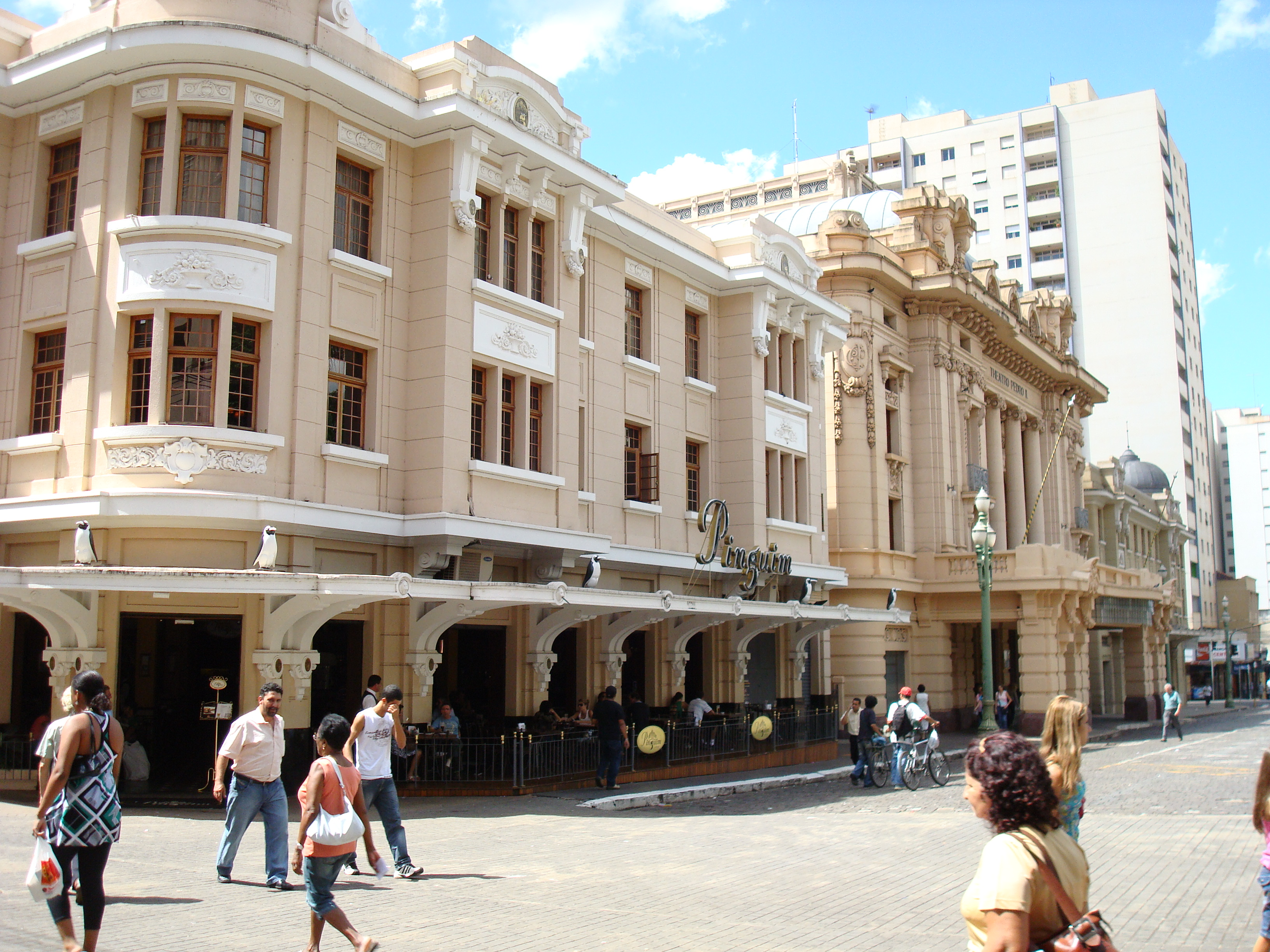
Choperia Pinguim ao lado do Teatro Pedro II - O Quarteirão Paulista

Ribeirão Preto é considerado um dos principais polos de turismo de negócios do país, sendo escolhida pelo Ministério do Turismo como indutora do desenvolvimento turístico regional, entre 4 cidades do estado de São Paulo e 64 outras localidades de todo o Brasil. Atualmente a cidade possui em funcionamento pleno 52 hotéis, com 8,6 mil leitos (ou vagas), além de 30 motéis, com 2 mil leitos, totalizando 10,6 mil leitos de quartos na rede da cidade.
Ribeirão Preto foi escolhida para sediar o 1º hotel de contêiner do mundo, previsto para ser inaugurado em novembro de 2011, este projeto inovador de hotel contêiner deverá oferecer 48 leitos de 15 m² cada. Cada contêiner pode abrigar dois quartos e, por medidas de segurança, os prédios serão montados com até cinco contêineres empilhados. O prazo para a construção de um hotel em contêiner é de apenas 60 dias e a demanda investimento a partir de R$ 700 mil a R$ 2 milhões.
Com a expansão do Ribeirão Shopping, a cidade terá três novos hotéis de alto padrão, o Grupo Multiplan, construirá em três etapas, através das novas expansões, serão construídos um apart-hotel, dois hotéis de alto padrão e um centro de convenções. O grupo francês Accor, construirá uma unidade do hotel Ibis Budget (linha econômica do grupo Accor), com 200 apartamentos, sendo o investimento de R$ 20 milhões.
Ribeirão Preto ganhará no primeiro semestre de 2012, placas de sinalização turística implantadas em toda a cidade, além de totens eletrônicos em parques e pontos culturais. O valor investido é de R$ 1.059.605,27, liberado pelo Ministério do Turismo, com contrapartida de R$ 85 mil da prefeitura. Serão ao todo 290 placas que vão trazer os símbolos turísticos na cor marrom, a localização de regiões na cor azul e as informações de trânsito na cor verde.
A rede de hotéis Caesar Park Hotels&Resorts em parceria com as empresas Bild Desenvolvimento Imobiliário, CP Construplan e Perplan, administrará os dois hotéis (um três estrelas e outro quatro estrelas, os chamados Caesar Business e Caesar One) que serão construídos na avenida Wladimir Meirelles Ferreira, na zona Sul de Ribeirão Preto.

### Gastronomia
Há 851 casas, entre bares e restaurantes, que atraem turistas e geram mais de 4.000 empregos diretos.[carece de fontes?]

#### Eventos
Acontecem anualmente na cidade diversos eventos, tais como a Feira de Photo Imagem, Carnabeirão (maior micareta do estado de São Paulo), Festival de Cinema de Ribeirão Preto, Agrishow (Feira Internacional de tecnologia Agrícola em ação), Feira Nacional do Livro de Ribeirão Preto (segunda maior feira a céu aberto do Brasil), Feira ExpoHair, Feitrans (Feira de Transportes Interior Paulista), Festival Tanabata (cultura japonesa), Arena Cross, Festival de Inverno João Rock, Ribeirão Rodeo Music, Ribeirão Skol Folia, Festitália (cultura italiana), Entorta Bixo, Arraia da Enf, Feapam, Ribeirão Cana Invest, Bonfim Paulista Rodeio Show, Expobonsai, Avirrp, Comida di buteco, Ribeirão Preto Restaurante Week, Tropeada de Ribeirão Preto, Rally Mitsubishi Cup, Copa Chevrolet Montana, Stock Car Brasil, Ribeirão Preto Anime Fest, entre outros. Esses eventos movimentam diversos segmentos do município, como o aeroporto, rodoviária, sistema de táxi, rede hoteleira,), bares, restaurantes, entre outros.
Dentre os eventos mais conhecidos, estão a "Agrishow", que é uma feira tecnológica e agropecuária, considerada a maior feira do ramo da América Latina e, mais recentemente, ajudou a conferir à cidade o título de "Capital brasileira do agronegócio", em substituição ao antigo "Califórnia brasileira"; o Tanabata, no meio do ano, que é o tradicional festejo de integração do município à comunidade nipônica e suas manifestações, cujos primeiros imigrantes provenientes do Kasato Maru, fixaram na região seu primeiro lar; a Feapam, Feira de Agro-Pecuária da Alta Mogiana, que conta com exposição de pequenos e grandes animais, apresentação de empresas agropecuárias, leilões e ampla área de alimentação com restaurantes, lanchonetes e atrações diversas ao público.
Em 2009 o Grupo Taiwan Centro de Eventos inaugurou seu quarto salão de eventos de 7.000m², com total infra-estrutura, conforto e segurança, sendo todas salas climatizadas e com sistema de energia interrupto. Além da facilidade de poder contar com serviço de Buffet e estacionamento para mais de 1.000 veículos.[carece de fontes?]
Foi inaugurado em 2011 pelo Grupo Pereira Alvim o Expo Center Ribeirão Preto, construído em uma área de 50 mil metros quadrados e com um prédio de 6.000m², o Expo Center Ribeirão Preto receberá até três eventos ao mesmo tempo. Com amplo espaço no estacionamento, cerca de 44 mil metros quadrados, também garante a possibilidade do espaço de realizar eventos a céu aberto.
Há ainda no município diversos centros de convenções e espaços para eventos, tais como:

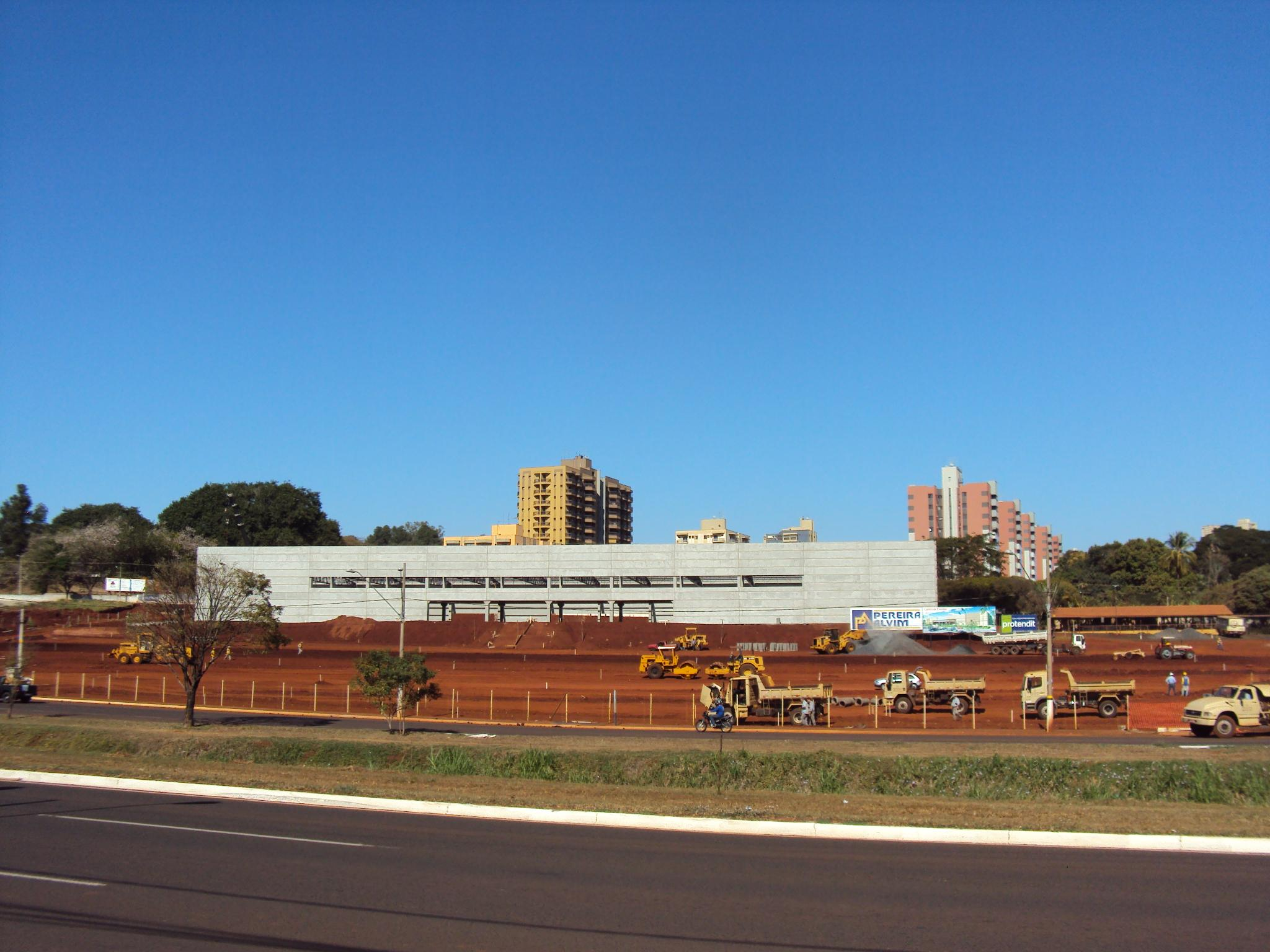
Construção do Expo Center Ribeirão Preto, que será um dos maiores equipamentos deste segmento na cidade

- Centro de Convenções Ribeirão Preto, capacidade: 2450 pessoas;
- Centro de Convenções Taiwan, capacidade: 400, 1000, 3000 e 5000 pessoas por auditório;
- Centro de Eventos CENACON, capacidade: 1700 pessoas;
- Centro de Eventos Espaço Mediterrâneo, capacidade: 3000 pessoas;
- Centro de Eventos Hotel JP, capacidade: 1800 pessoas;
- Centro de Eventos Lona Branca, capacidade: 1700 pessoas;
- Centro de Eventos Novo Espaço, capacidade: 4000 pessoas;
- Centro de Eventos West Shopping, capacidade: 3000 pessoas;
- Expo Center Ribeirão Preto[24].
- NEO Convention (em construção), capacidade: 600 pessoas;
- Parque de Exposições IAC, capacidade: 380 pessoas;
- Parque de Exposições: capacidade: 1500 pessoas;
- Espaço Santo Antônio, capacidade 1500 pessoas[25].

Uma das atrações mais populares da cidade é a tradição dos trenzinhos da alegria, carretas que saem pelas ruas tocando música acompanhadas de palhaços e dançarinos. O trenzinho mais famoso é o Carreta Furacão, que fez sucesso em todo o Brasil.

### Urbanismo
Ribeirão Preto tem projetos urbanísticos desde meados da década de 1930. Destaque urbanístico é o Quarteirão Paulista. O Quarteirão Paulista é um conjunto arquitetônico tombado no município de Ribeirão Preto, no estado de São Paulo.
Está localizado no centro da cidade, na Rua Álvares Cabral, entre as ruas Duque de Caxias e General Osório, de frente para a Praça XV de Novembro.
O Quarteirão Paulista é a justaposição de notórios marcos arquitetônicos e culturais de Ribeirão Preto, especificamente o Edifício Meira Júnior, que abriga a Choperia Pinguim; o Theatro Pedro II; o Palace Hotel e a Praça XV de Novembro.
Apesar de ser assim formado, pode-se argumentar que a história do Quarteirão Paulista e sua significância cultural estão ligadas a elementos arquitetônicos que não integram diretamente o conjunto, como o antigo Teatro Carlos Gomes e o Edifício Diederichsen.
É considerado popularmente como o principal marco cultural de Ribeirão Preto, onde por vezes é realizada a Feira Nacional do Livro de Ribeirão Preto, além de outros eventos.

### Teatros e museus
Ribeirão Preto possui vários museus e teatros, destacando-se o Theatro Pedro II, que é um teatro de ópera, localizado na região central, mais especificamente no Quarteirão Paulista, ele é considerado o terceiro maior da categoria no Brasil, possuindo capacidade para 1580 espectadores e uma área total de 6500 m², inaugurado em 8 de outubro de 1930. Outro teatro em destaque é o Teatro Municipal, inaugurado em 1969 com linhas modernas, que tem capacidade para 515 pessoas. O estacionamento fica localizado ao lado do teatro e tem capacidade de aproximadamente 40 carros. Por ser um lugar arborizado e amplo, é usado também para eventos culturais. Existe também o Teatro de Arena,  que fica ao lado do Teatro Municipal, entre outros.
Alguns museus se destacam na cidade, como o "Museu do Café Francisco Schimdt",  que foi construído no início de 1950, conhecido por guardar a mais importante coleção de peças do Estado de São Paulo sobre a História do Café. Seu acervo é formado por grandes esculturas, carros de boi, troles, máquinas de beneficiar café, além de fotos do período áureo do café da região de Ribeirão Preto. Outro museu de extrema relevância é o MARP - Museu de Arte de Ribeirão Preto Pedro Manuel-Gismondi, a cidade dispõe de outros museus, como Museu de Ordem Geral e Museu da Imagem e do Som,.
Teatros da cidade
- Teatro Auxiliadora;
- Teatro Bassano Vaccarini;
- Teatro do Sesc;
- Teatro Minaz;
- Teatro Municipal;
- Theatro Pedro II;
- Teatro Santa Rosa;
- Teatro do Sesi[35].

### Festival de Teatro de Ribeirão Preto
O I Festival de Teatro de Ribeirão Preto foi realizado em 2010, a atividade, idealizada pela Prefeitura de Ribeirão Preto, por meio da Fundação Dom Pedro II e Secretaria Municipal da Cultura, em parceria com o Sesc-RP, grupos de teatro de Ribeirão Preto e Secretaria de Estado da Cultura, o festival reuniu 14 grupos da cidade, ocupando importantes espaços artísticos, como a praça Ramos de Azevedo, o teatro do Centro Universitário Barão de Mauá, Teatro Municipal, Sesc e Theatro Pedro II. O Festival de Teatro também comemora o título da cidade de Capital da Cultura 2010 e os 80 anos de existência do Theatro Pedro II.
O II Festival de Teatro de Ribeirão Preto, será realizado entre os dias 11 a 20 de novembro de 2011, o festival tem como objetivo incrementar o desenvolvimento cultural no município, o acesso à arte e a intensificação das ações de produção, formação de plateias e dos artistas.

### Cinema

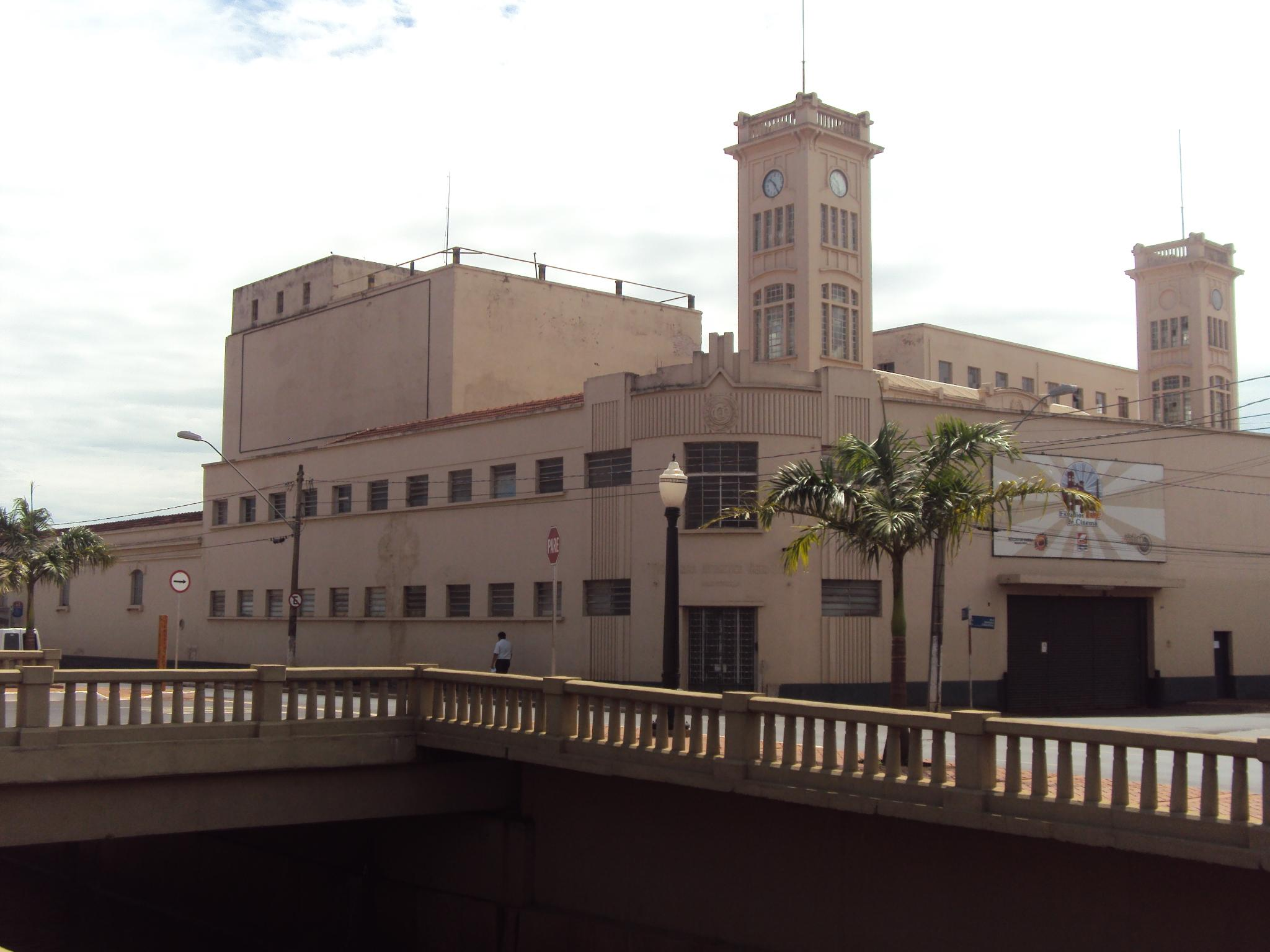
Estúdios Kaiser de Cinema, antiga Fábrica da Cia. Cervejaria Paulista – Região Central

Ribeirão Preto é um dos principais polo de cinema do Brasil, tendo os Estúdios Kaiser de Cinema, mantidos pela São Paulo Film Commission, espaço com mais de 13 mil m² de área construída e que abriga toda uma infra-estrutura para a produção audiovisual. Além de contar com o maior cineclube do país, o Cineclube Cauim, que possui números que não há como negar e impressionam. Em único mês, 60 mil pessoas passaram pela sala de cinema do cineclube que, funciona na rua São Sebastião, no coração de Ribeirão. As 140 mil crianças que estudam na rede pública municipal já foram, pelo menos, duas vezes ao cinema, graças a um dos seus projetos; outras 14 mil da rede estadual também já estiveram no Cauim pelo menos uma vez. E mais 50 mil crianças de 26 cidades da região também já passaram pelo cinema.
Situado no centro histórico da cidade, (antiga sede da Companhia Cervejaria Paulista), este patrimônio histórico e cultural é tombado pelo Conselho de Defesa do Patrimônio Histórico, Artístico, Arqueológico e Turístico do Estado de São Paulo (Condephaat), Conselho de Preservação do Patrimônio Cultural de Ribeirão Preto (Conppac) e, neste momento, está em processo de tombamento pelo Iphan -“ Instituto de Patrimônio Histórico e Artístico Nacional.

### Carnaval

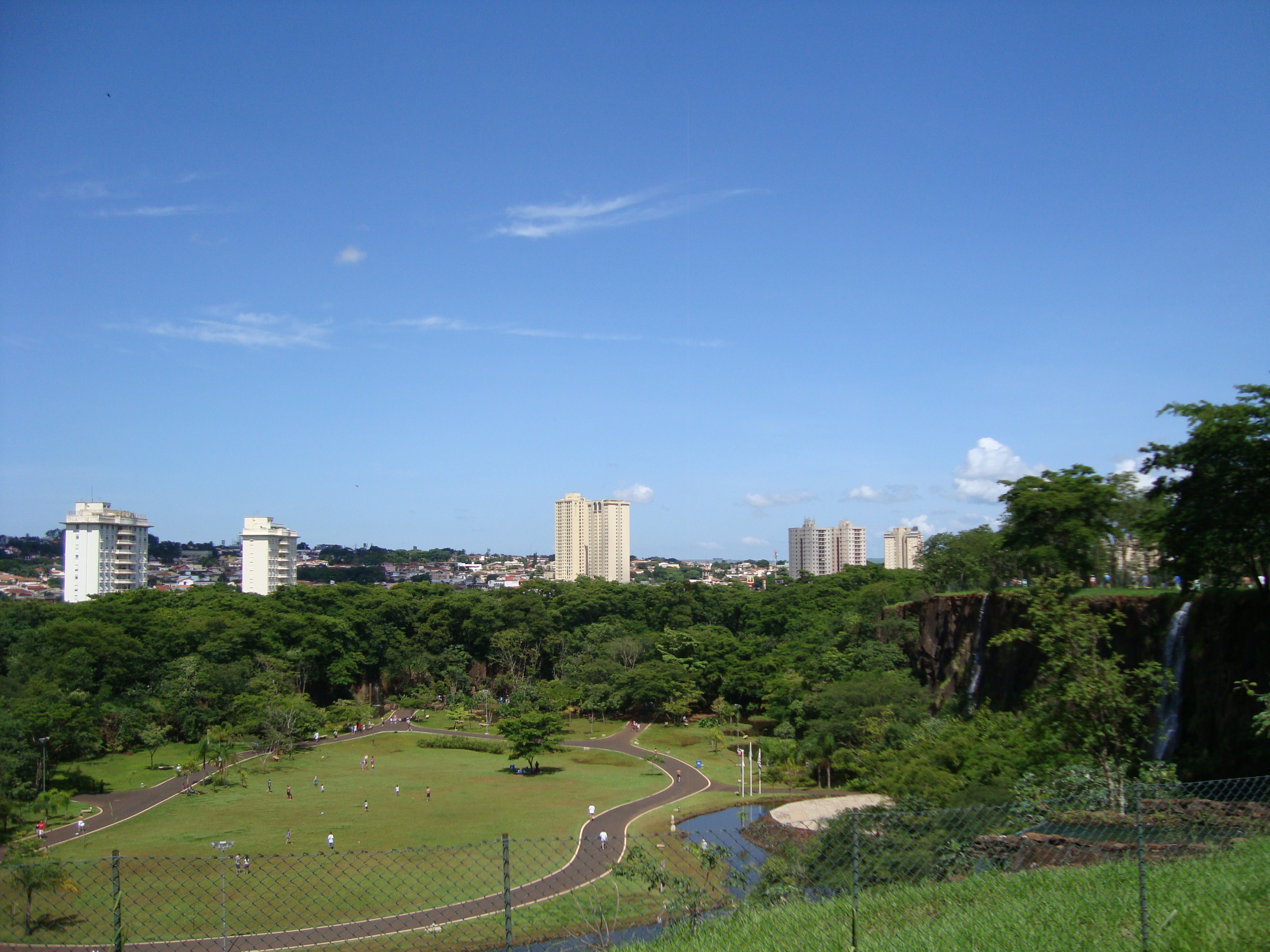
Parque Prefeito Luiz Roberto Jábali "Curupira"

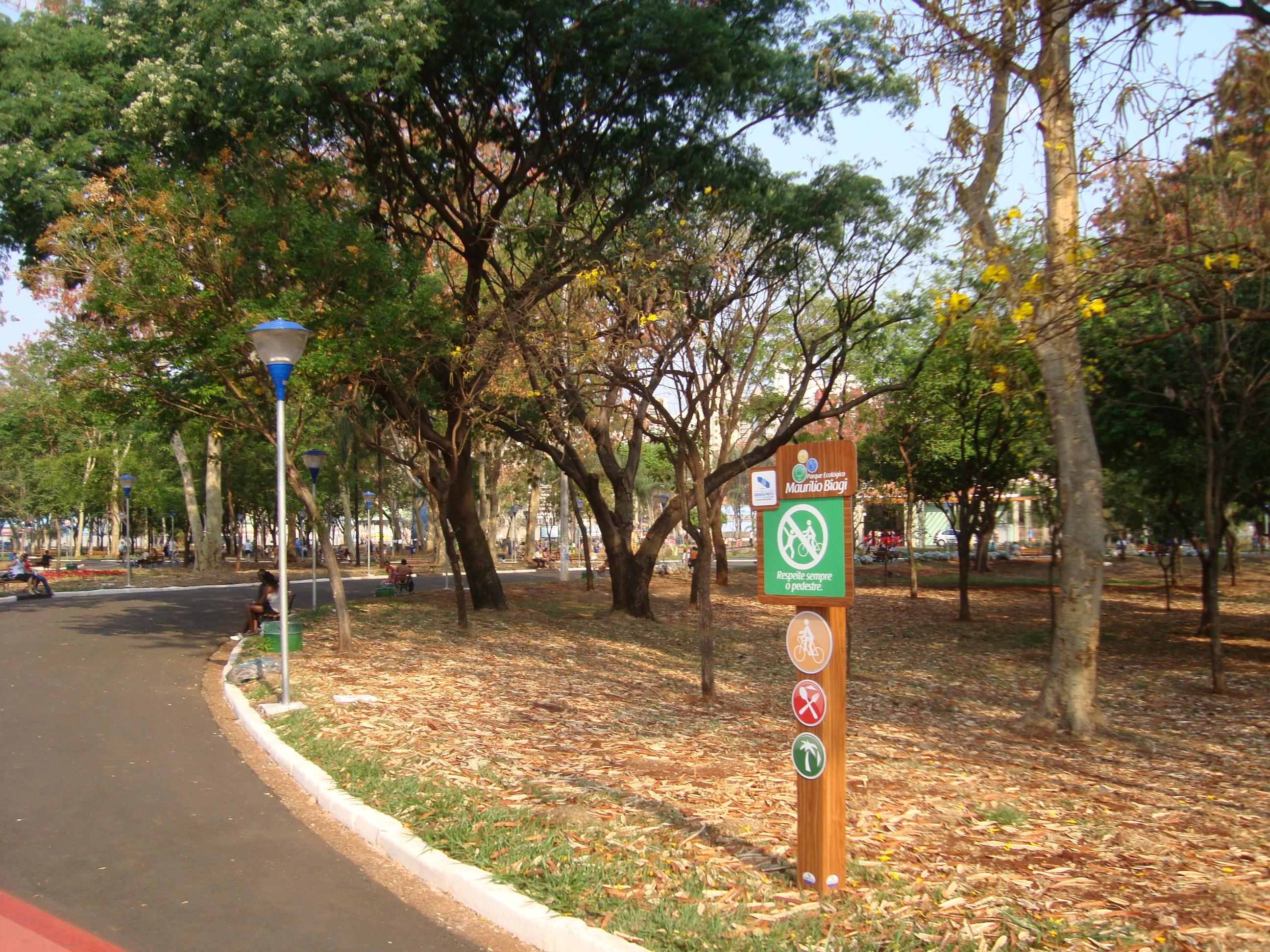
Parque Ecológico Maurílio Biagi - Região Central

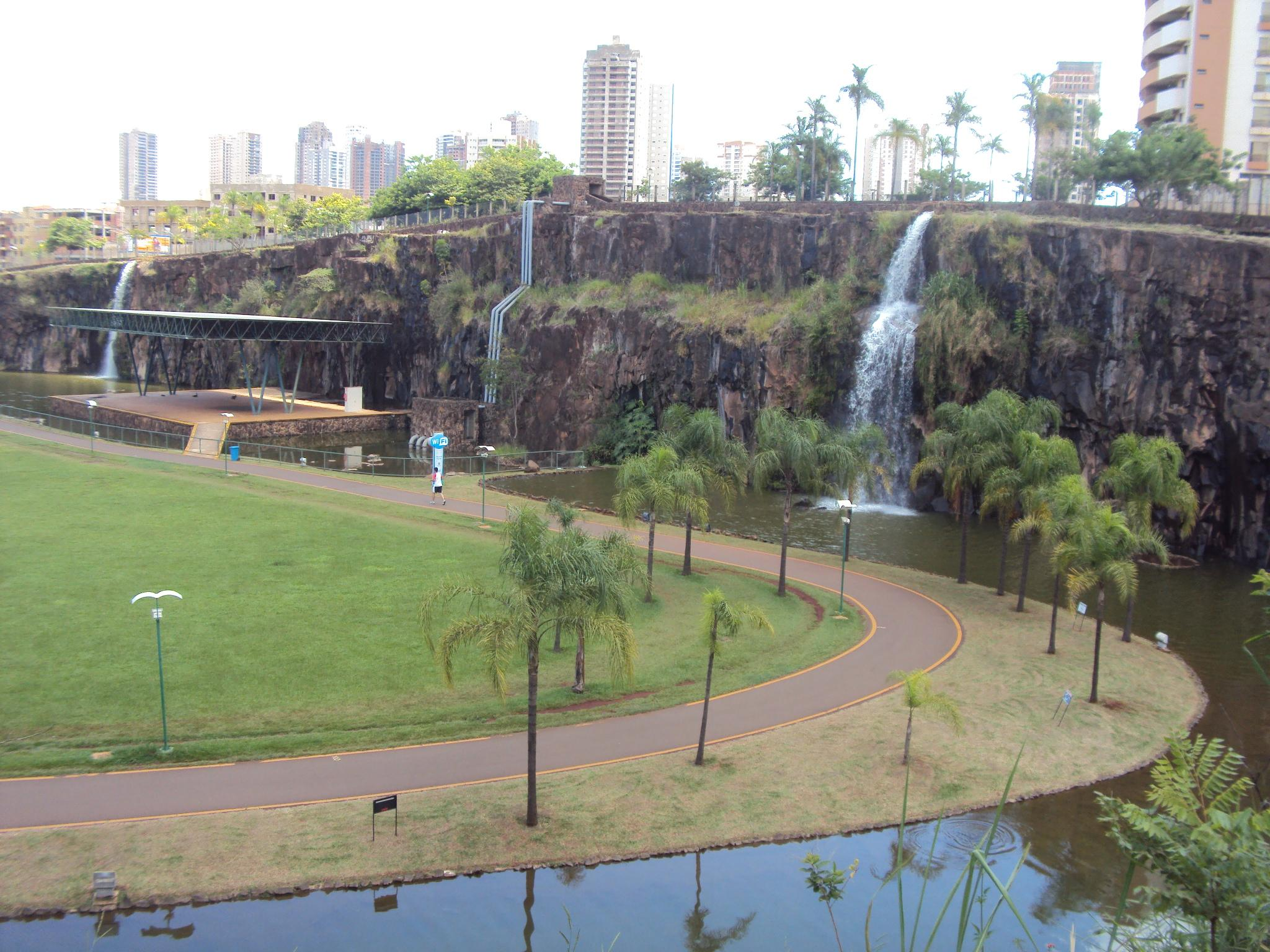
Parque Municipal Dr. Luis Carlos Raya – Zona Sul

Ribeirão Preto é o berço de uma das mais antigas escolas de samba do Brasil: em 1927 foi fundada os "Bambas", no entanto, como um cordão carnavalesco, transformando-se em escolas de samba posteriormente. Além desta escola pioneira existem os Embaixadores dos Campos Elíseos, Tradição do Ipiranga, Falcão de Ouro, Camisa 12 Corintiana e Imperadores do Samba.
Em 2010 a cidade foi o tema escolhido pela escola de samba Águia de Ouro para desfilar no sambódramo de São Paulo, o desfile teve alas como ala do café e cana-de-açúcar. A escola contou a história de Ribeirão e a importância do agronegócio. Existem dois blocos de rua, "Os Alegrões" (Jd. Irajá) e "O Berro" (Centro).

### Feira de Artesanato da Catedral
A tradicional feira de artesanato de Ribeirão Preto que fica localizada na Praça das Bandeiras região central, esta com novo formato e mais organizada, ocorreu padronização das barracas e a formtação de um novo layout na alameda do estacionamento, atualmente são 85 artesãos atuando no local.

### Parques e bosques
Ribeirão Preto possui um Jardim Zoológico, localizado no bosque municipal Fábio Barreto, 172 praças, além de alguns parques, como:
- Parque Prefeito Luiz Roberto Jábali, conhecido como "Curupira" (Zona Sul);
- Parque Ecológico Guarani (Zona Leste);
- Parque Luís Carlos Raya, conhecido como Parque Jardim Botânico (Zona Sul);
- Parque Dr. Fernando de Freitas Monteiro da Silva (Zona Sul);
- Parque Jardim Nova Aliança (Zona Sul);
- Parque Roberto de Mello Genaro (Região Centro-Sul);
- Parque Francisco Prestes Maia (Região Centro-Oeste);
- Parque Ulysses Guimarães (Zona Norte);
- Parque São Bento (Zona Norte);
- Parque Tom Jobim (Zona Noroeste);
- Parque Ecológico Ângelo Rinaldi (Horto Municipal) (Zona Oeste);
- Parque Maurílio Biagi (Região Central);
- Parque Ecológico e Social Rubem Cione, maior parque em área do município totalizando 256.850 m² (Zona Oeste).

O Parque Tom Jobim com área total de 64 mil m² e área do lago de 8 mil m², esta recebendo várias adequações, entre elas, consertos e recolocação do alambrado e revitalização dos brinquedos utilizados pelas crianças, além da construção da base da Guarda Civil Municipal e o Centro Administrativo do parque. O passo seguinte será a implantação de uma Academia ao Ar Livre, concretagem do piso da quadra, muito utilizada pelos moradores.

## Esportes

### Futebol

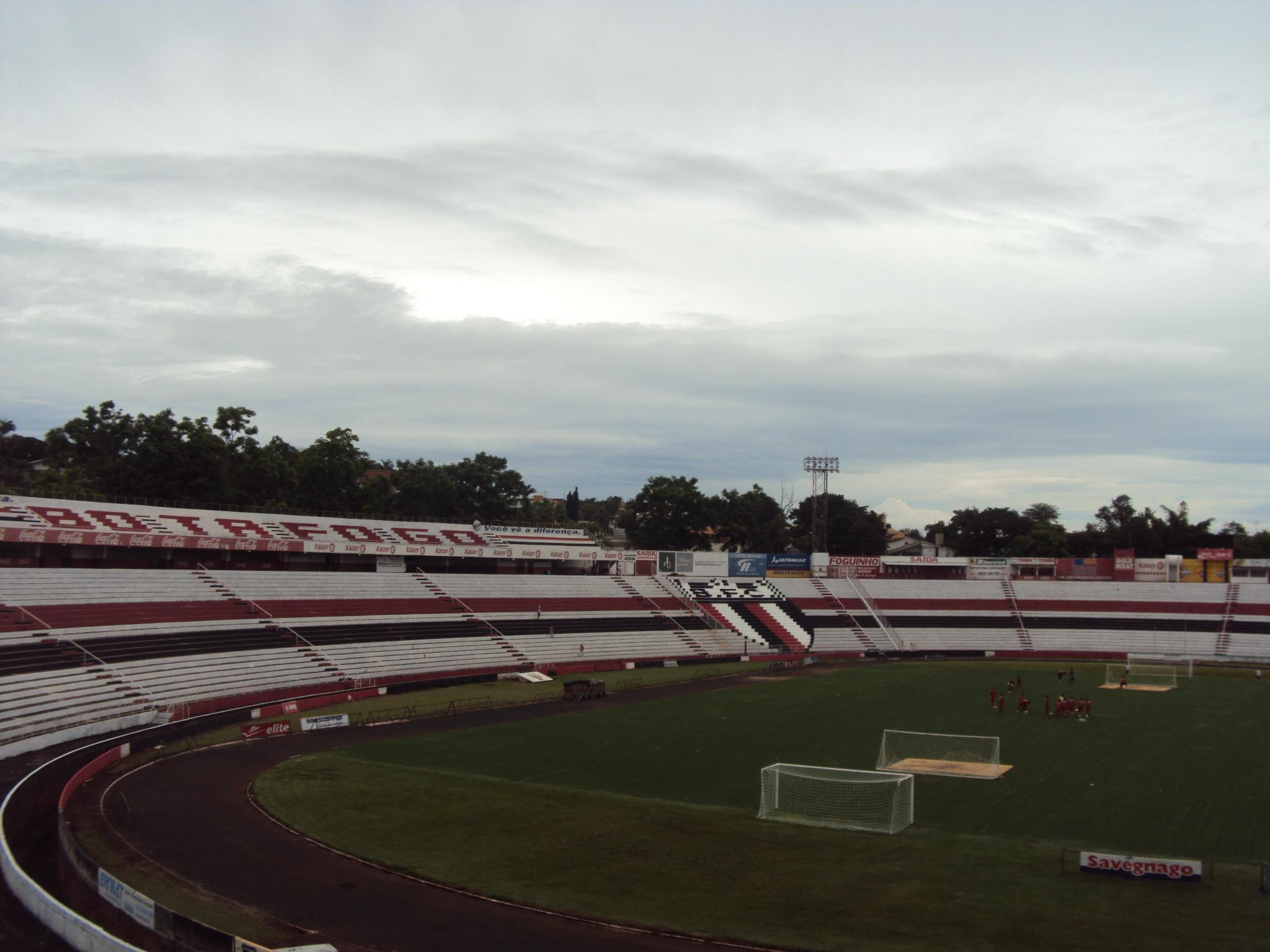
Estádio Santa Cruz do Botafogo de Ribeirão Preto.

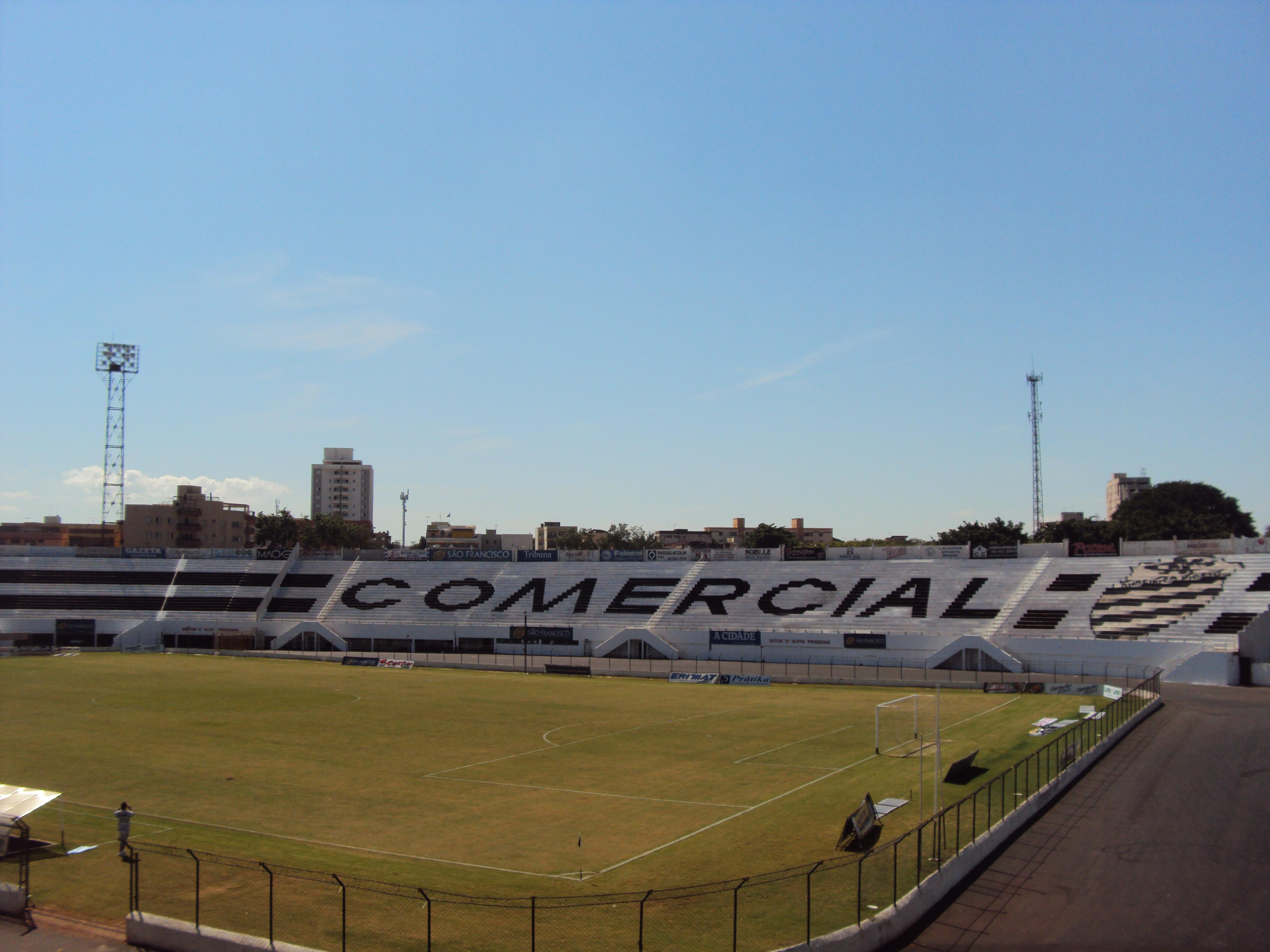
Arquibancadas do Estádio Palma Travassos, do Comercial.

No futebol, o município tem como representantes o Botafogo, conhecido como "O Pantera da Mogiana", que disputa hoje a Primeira Divisão do Paulista e manda seus jogos no Estádio Santa Cruz, com capacidade para 40 mil pessoas, o maior estádio particular do interior; e o Comercial, conhecido como "Leão do Norte", que disputa juntamente com o Botafogo a Primeira Divisão do Campeonato Paulista e manda seus jogos no Estádio Palma Travassos, com capacidade para 25 mil pessoas. O confronto entre essas duas equipes é um dos jogos mais tradicionais do interior de São Paulo, denominado por Come-Fogo.
Em Setembro de 2006 foi fundado o Olé Brasil Futebol Clube, que desde 20 de abril de 2009 disputa a Quarta Divisão do Paulista sendo o 3º clube profissional do município, a equipe esta construindo um estádio próprio , mas por enquanto usará o Estádio Santa Cruz pertencente ao Botafogo FC.
Times de futebol da cidade
- Botafogo Futebol Clube
- Comercial Futebol Clube
- Olé Brasil Futebol Clube

#### Subsede Copa 2014
Ribeirão Preto esta entre os municípios que atendem os requisitos básicos, como distância para aeroportos, distância adequada para hotéis oficiais, entre outros. Por isso, foi selecionada como uma das cidades aptas a receber Centros de Treinamento da Copa do Mundo de 2014. O Comitê Organizador divulgou a lista de cidades com potencial para abrigar esses Centros de Treinamentos de Seleções (CTS) durante a Copa do Mundo de 2014,.

### Stock car
Desde o ano de 2010, Ribeirão Preto passou a sediar a Etapa de Ribeirão Preto no Circuito de Rua de Ribeirão Preto. A cidade na época da etapa, fica com hoteis lotados, e tem exposições de carros em shoppings e postos de combustíveis.[carece de fontes?] Também realizam-se tardes de autógrafos, como em 2010, no Novo Shopping com o piloto da Cosan Mobil Super Racing Nonô Figueiredo.[carece de fontes?]

### Basquete
Até 2006 a cidade foi representada pelo COC-Ribeirão Preto, equipe que revelou jogadores como Alex Garcia, contratado por 2 temporadas pelo San Antonio Spurs e pelo New Orleans Hornets da NBA, e o ex-técnico da seleção brasileira Aluísio Lula Ferreira.
Foi campeão brasileiro em 2003, vice campeão em 1998 e 2001. Vencia a final edição de 2006 do campeonato brasileiro por 1 jogo a zero no que pode ter sido a maior vitória de toda história da equipe, após terminar o primeiro tempo perdendo por 25 pontos de diferença (18x43) e ouvindo gritos de olé da torcida francana a equipe do COC/Ribeirão, comandada por Lula Ferreira, e liderada por Alex Garcia e Nezinho, voltou para o segundo tempo disposta a vencer a partida. No 3º quarto de jogo a equipe encostou no placar com vitória de 28x11 e no 4º período venceu por 17x7, terminando o jogo com uma infiltração e grande enterrada de Alex Garcia. O COC venceu o 2º tempo por 45x18, virando um jogo que estava praticamente perdido, com placar final de 63x61. O resultado silenciou o Ginásio Pedrocão, em Franca, que estava lotado com 8 mil torcedores, quando uma ação judicial, proposta pelo time de Brasília interrompeu e colocou fim ao campeonato.[carece de fontes?]
Marcou história sendo único pentacampeão paulista consecutivo (2001/02, 2002/03, 2003/04, 2004/05, 2005/06), com um título invicto e maior número de jogos invicto da história do basquete brasileiro. Foi vice campeão sul americano em 2006.[carece de fontes?]
A equipe teve fim após o campeonato brasileiro de 2006 em virtude de divergência entre dirigentes e a confederação de basquete brasileiro, e as confusões judiciais ocorridas na final do campeonato brasileiro de 2006 que impediram o time de continuar a série que até então estava vencendo. A partir de 2012 o antigo COC-Ribeirão Preto será transformado no SEB-Ribeirão, voltando a ter um time de basquete masculino na cidade.

### Cartódromo
O Cartódromo municipal "Antônio de Castro Prado Neto", construído pela Prefeitura de Ribeirão Preto e diversas construtoras do município no Parque Permanente de Exposições, foi inaugurado em 2000. Com 52 boxes e capacidade para abrigar até 104 karts, o cartódromo ocupa uma área total de 30.656,29 m², com fácil acesso e saída pela rua Santa Rosa do Viterbo em confronto com as ruas Peru e Uruguai.
A pista recebeu camadas de "asfalto de competição", o mesmo utilizado nos circuitos de Jacarepaguá, no Rio de Janeiro, e Interlagos, em São Paulo.
Devido às suas dimensões, o traçado da pista do cartódromo de Ribeirão Preto é considerado rápido, e pode ser utilizada para competições em alta velocidade, tanto para karts quanto para motocicletas com potência de até 125 cilindradas. A pista tem oito metros de largura e grande área de escape entre a pista e gradil, para segurança dos pilotos. A extensão da pista pode variar de 875 a 1010 m, de acordo com o tipo de prova e número de competidores. Também são realizados no local vários eventos como micaretas e rodeios.

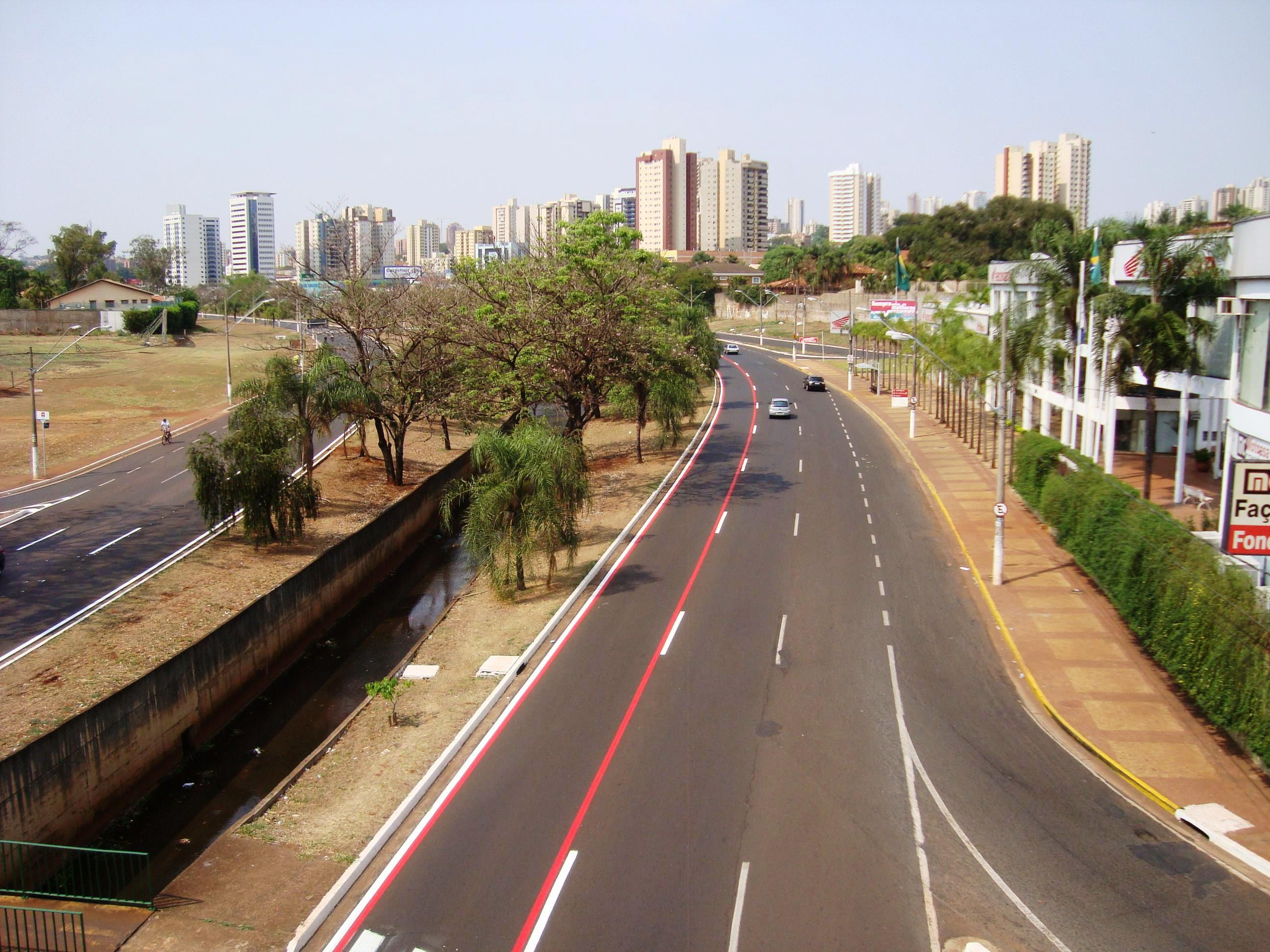
Avenida Maurílio Biagi - Ciclo Faixa de Lazer

### Rugby
O Raça Rugby Ribeirão (RRR), foi fundado em 1992 por três alunos da Faculdade de Medicina de Ribeirão Preto da Universidade de São Paulo (FMRP-USP). O time cresceu na universidade e hoje integram a equipe jogadores de toda a cidade vinculados ou não à Universidade. Atualmente, o time conta com 25 atletas e disputa o Campeonato Paulista do Interior (anual), o Campeonato Paulista B (1º semestre), a InterUSP e a Copa do Brasil (2º semestre). Em 2005, o time foi campeão do Paulista do Interior. Em 2006, ficou com a terceira colocação nessa competição. Em 2007, voltou a ser campeão e foi vice-campeão da INterUSP. No ano de 2008 preferiu jogar o Campeonato do Interior com o time de base para dar mais experiência aos que estavam começando. Além disso, ficou com o vice-campeonato do Paulista B e alcançou o 4º lugar na Etapa São Paulo na Copa do Brasil. Em 2009 foi novamente vice-campeão do Campeonato Paulista B garantindo o acesso ao Campeonato Paulista A de 2010 e está na série ouro das finais do Campeonato Paulista do Interior.
No início de 2008, veio ao Brasil o treinador uruguaio Agustín Bueno Perez, que possui vasta experiência como atleta e treinador. Jogou pelos times juvenis de Champagneat (Montevidéu) e Seleção Uruguaia. É treinador certificado pela IRB (Iternational Rugby Board) há 7 anos, tendo experiência nas escolas de Newcastle (Canelones-Uruguai), Chacarillos (Canelones-Uruguai), Bartolomeu Hidalgo (Montevidéu-Uruguai) e no clube Cricket de Montevidéu. Agustín ficou em Ribeirão Preto por seis meses e ouve uma grande melhora na qualidade técnica da equipe.

### Meia maratona
A 1° Meia Maratona de Ribeirão Preto aconteceu no dia 25 de setembro de 2011, reunindo 1.350 atletas. Um evento que será realizado anualmente e que, a partir do próximo ano, deverá acontecer sempre em junho, mês do aniversário da cidade.
A 2° Meia Maratona de Ribeirão Preto acontecerá no dia 01 de julho de 2012. A largada e chegada será no Parque Maurílio Biagi, área central da cidade.